# RPG Maker VX/ACE
RPG Maker VX (яп. RPG Tsukuru VX) — программа для создания игр в жанре jRPG и ему подобных без необходимости владеть языками программирования. Релиз продукта состоялся в 2008 году компанией KADOKAWA games Принадлежит к серии RPG Maker. Сильно отличается от предыдущих программ из серии, в особенности улучшенным скриптовым языком RGSS2, старой простой системе маппинга с одним слоем, стилем игр, разрешением и размером ресурсов. Для многих разработчиков является прорывом в данной серии. Также на его базе был создан более совершенный движок VX ACE, который на данный момент является самым популярным из серии, несмотря на наличие новейшей версии — MV.

## Устройство движка

### Маппинг
Или дословно — дизайн уровней. Основную область окна без открытых дополнительных окон занимает карта, которую редактирует разработчик. Карты состоят с тайлсетов, которые в свою очередь состоят из отдельных тайлов. В окне настройки тайлов можно настроить их проходимость, урон от пола и т. д. В сети также есть много пользовательских тайлсетов и декораций.

### События
Почти вся основная работа в игре исполняется за счет событий (англ. event). Для их создания и редактирования выделена специальная вкладка в интерфейсе. Там можно указать показываемый текст, выдачу вещей, исполнение операций за счет выполнения условий или переменных и т. д. Сами события имеют страницы, и имеют свой способ активации. Например, при нажатии на них, автоматически или же при столкновении с игроком. Также события могут активировать скрипты.

### Пользовательскиескрипты
Помимо того, что все стандартные модули движка написаны на RGSS2, пользователи с навыком программирования активно создают свои скрипты для себя или других разработчиков. В сети есть много специализированных сайтов разработчиков и форумов по данному движку, где очень часто можно найти скрипты. Скрипты могут менять игру до неузнаваемости — от текста над событиями до интерфейса и элементов геймплея.

### База данных
База данных — окно, в котором можно настроить все элементы игры, например : Герои, Классы, Оружие, вещи и доспехи, Термины в игре и т. д.

## Отличия отRPG Maker XP
Основные отличия от предыдущего движка в серии :
- Система маппинга — раньше все тайлы были поделены на два слоя.
- Улучшенный встроенный язык программирования RGSS2
- Количество кадров в чарсете составляет не 16 кадров, а 12.
- Изменена и система чарсета — теперь на одном листе можно уместить 6 чарсетов, а не только один. Для листов с одним чарсетом и их правильной поддержки в имени файла должен стоять префикс $.
- Боевая система.